# Бібліографія Герберта Веллса

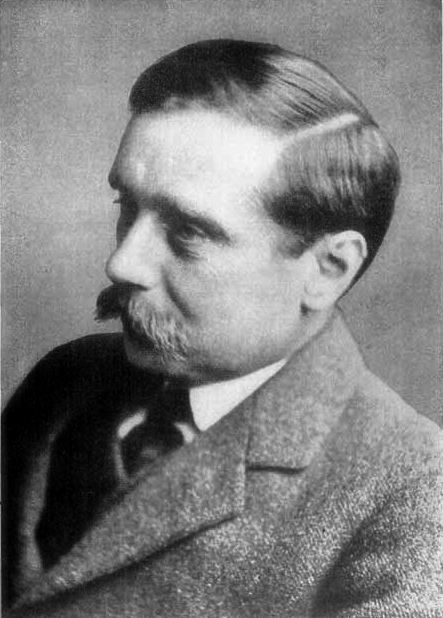
Герберт Веллс (1866—1946) перед 1922 р.

Ге́рберт Джордж Ве́ллс був плідним письменником художніх та науково-популярних творів. Його письменницька кар'єра охоплює більше шістдесяти років, за ранні романи наукової фантастики його називають (поряд з Жулем Верном і Г'юго Гернсбеком) «Батьком наукової фантастики».

## Романи

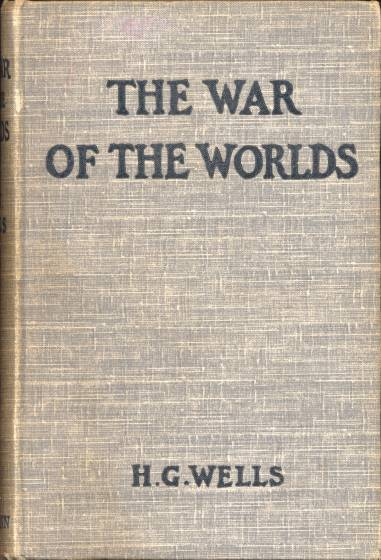
Перша обкладинка роману «Війна світів», 1898 рік

1. Машина часу (1895) (Науково-фантастичний, НФ)
2. Чудесний візит (1895) (НФ)
3. Острів доктора Моро (1896) (НФ)
4. Колеса фортуни (1896)
5. Чоловік-невидимка (1897) (НФ)
6. Війна світів (1898) (НФ)
7. Коли Сплячий прокинеться (1899) (НФ)
8. Любов і містер Льюішем (1900)
9. Перші люди на Місяці (1901) (НФ)
10. Морська Дама (1902) (НФ)
11. Їжа богів і як вона прийшла на землю (1904) (НФ)
12. Кіппс (1905)
13. Сучасна утопія (1905) (НФ)
14. У дні комети (1906) (НФ)
15. Війна у повітрі (1908) (НФ)
16. Енн Вероніка (1909)
17. Тоно-Бунге (1909)
18. Історія Містера Поллі (1910)
19. Сплячий прокидається (1910) (переглянуте видання роману When the Sleeper Wakes, 1899) (НФ)
20. Новий Макіавеллі (1911)
21. Шлюб (1912)
22. Пристрасна дружба (1913)
23. Дружина сера Ісаака Хармана (1914)
24. Звільнений світ (1914) (НФ)
25. Білбай (1915)
26. Великі шукання / Чудове дослідження (1915)
27. Проникливість пана Брітлінга / Містер Брітлінг п'є чашу до дна / Містер Брітлінг і війна (англ. Mr. Britling Sees It Through, 1916)
28. Душа єпископа (1917)
29. Джоан і Пітер (1918)
30. Незгасимий вогонь (1919)
31. Тайники серця / Сховки серця (The Secret Places of the Heart, 1922)
32. Люди як боги (1923) (НФ)
33. Сон (роман) / Сон / Сон Сарнака (1924) (реалістичний і НФ)
34. Батько Христини Альберти (Christina Alberta's Father, 1925)
35. Світ Вільяма Кліссолда (The World of William Clissold, 1926)
36. В очікуванні (Портрет жінки) (Meanwhile (The Picture of a Lady), 1927)
37. Праця, багатство і щастя людства (The Work, Wealth, and Happiness of Mankind, 1932)
38. Розум на краю своєї натягнутої вузди (Mind at the End of Its Tether, 1945)

## Оповідання
1. Хвіртка в стіні
2. Незвичайна орхідея

## Нехудожні твори
1. Нарис історії / Нариси історії цивілізації (The Outline of History, 1920)
2. Відкрита змова / Легальна змова (The Open Conspiracy, 1920)
3. Що ми робимо зі своїми життями? (англ. What Are We to Do With Our Lives? 1931 — перероблена і розширена версія Відкритої змови)